# Secret (canção de Madonna)
"Secret" é uma canção da cantora estadunidense Madonna, contida em seu sexto álbum de estúdio Bedtime Stories (1994). A faixa foi desenvolvida com base em uma demo criada pelo produtor Shep Pettibone e que foi posteriormente retrabalhada por Dallas Austin, com quem Madonna estava trabalhando para Bedtime Stories. A canção foi composta e produzida pela artista em conjunto com Austin, com Pettibone sendo creditado como compositor adicional. Incomum para a década de 1990, a intérprete falou sobre o novo single na Internet, deixando uma mensagem em áudio para seus fãs e um trecho da nova música. A canção foi lançada como a primeira faixa de trabalho do produto em 27 de setembro de 1994 através das gravadoras Maverick, Sire e Warner Bros.. A sua distribuição foi acompanhada por oito remixes diferentes criados pelo DJ Junior Vasquez, que apenas reutilizou os vocais de Madonna mas mudou a composição do tema completamente.
A canção serviu como um afastamento dos estilos musicais anteriormente trabalhados por Madonna; até aquele ponto de sua carreira, grande parte das canções possuíam um som dançante, ou eram baladas melódicas. Gravada entre abril e junho de 1994 nos Axis Studios em Nova Iorque e DARP Studios em Atlanta, Geórgia, "Secret" combina os gêneros pop e R&B com instrumentação fornecida por um violão, baterias e cordas, enquanto liricamente trata de um amante tendo um secreto, e como a artista percebeu que a felicidade de alguém está sob controle de outra pessoa. "Secret" recebeu análises geralmente positivas de críticos musicais, que elogiaram a entrega vocal de Madonna e seu ritmo R&B moderado, considerando-o sedutor e cheio de alma. A obra também obteve um desempenho comercialmente positivo, culminando nas tabelas canadenses, finlandesas e suíças e conquistando as cinco primeiras colocações em paradas da Austrália, da Dinamarca, da Espanha, da França, da Itália, da Nova Zelândia e do Reino Unido, onde tornou-se o 35.º single consecutivo da intérprete a listar-se entre os dez primeiros. Nos Estados Unidos, atingiu a terceira colocação como melhor na Billboard Hot 100 e foi certificada como ouro pela Recording Industry Association of America (RIAA).
Com a capa do single e o vídeo musical acompanhante de "Secret", Madonna deu início a outra mudança de imagem, inspirada pelo estilo da atriz de Hollywood Jean Harlow. A gravação audiovisual, filmada em preto-e-branco, foi dirigida pela fotógrafa Melodie McDaniel em setembro de 1994 em Nova Iorque; McDaniel foi selecionada pela própria cantora devido aos seus trabalhos anteriores. O vídeo retrata Madonna como uma cantora em uma boate do Harlem, sendo intercalado com cenas da vida diária na vizinhança e terminando com a artista unindo-se com seu parceiro e sua criança. O projeto gerou discussões acadêmicos sobre o que pode constituir o segredo lírico da canção. A intérprete cantou a faixa durante a divulgação de Bedtime Stories no programa Wetten, dass..? e incluiu a no repertório da turnê Drowned World Tour (2001). Veio a ser apresentada em um concerto feito em novembro de 2008 em Houston como parte da Sticky & Sweet Tour, devido a pedido de um fã, e posteriormente na Rebel Heart Tour em 2015.

## Antecedentes e lançamento

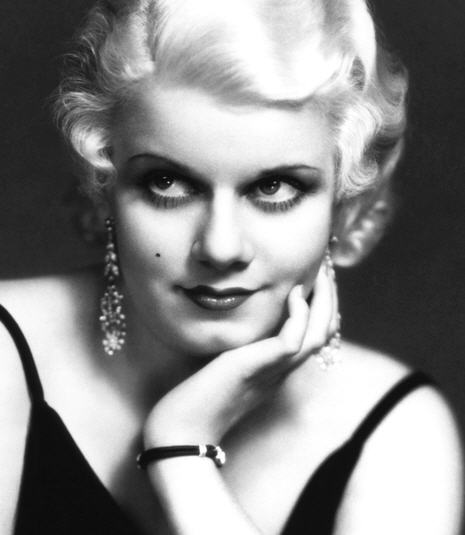
O visual de Madonna na capa de "Secret" foi comparado ao da atriz Jean Harlow.

No início da década de 1990, Madonna lançou seu controverso livro Sex e seu quinto álbum de estúdio Erotica, ambos os quais continham imagens sexuais explícitas e de fantasias voyeurísticas, além de estrelar o filme de terror erótico Body of Evidence. No mesmo período, sua aparição no Late Show with David Letterman foi notada por seu polêmico comportamento; na ocasião, ela usou palavras de baixo calão diversas vezes, que tiveram de ser censuradas na televisão. Este foi o episódio de um talk-show mais censurado da história televisiva estadunidense, rendendo também ao programa uma de suas maiores audiências. Em meio ao ápice das críticas do público e da mídia em relação à sua imagem sexual, Madonna decidiu mudar sua personalidade. A primeira tentativa foi o lançamento da balada "I'll Remember" para a trilha sonora do filme With Honors, que foi bem recebida criticamente. Musicalmente, a cantora queria uma nova direção musical e começou a explorar estilos como new jack swing e R&B com um som mais mainstream e radiofônico. Ela quis incorporá-los em seu disco seguinte, intitulado Bedtime Stories e lançado em outubro de 1994. Inicialmente, o CD havia sido desenvolvido em colaboração com Shep Pettibone e seria estilisticamente semelhante à Erotica, no qual o produtor havia sido um nome predominante, mas devido ao desejo de Madonna de suavizar sua imagem pública na época, ela decidiu mover-se para um som R&B, trabalhando com produtores bastante conhecidos do gênero e empregando uma imagem apropriada para o público geral.
Depois de pesquisar, Madonna escolheu trabalhar com Babyface, cujas colaborações anteriores com artistas como Whitney Houston, Boyz II Men e Toni Braxton resultaram em canções de R&B suave bem sucedidas. Através dele, ela encontrou-se com o jovem produtor musical de Atlanta Dallas Austin, que tornou-se conhecido por seu trabalho em Ooooooohhh... On the TLC Tip (1992), álbum de estreia do grupo feminino TLC. Juntos, ela compôs duas músicas para o álbum, "Secret" e "Sanctuary". A primeira foi originalmente produzida por Pettibone como uma demo, sob o nome de "Something's Coming Over Me", porém Austin retrabalhou a fita e transformou-a em uma faixa musicalmente diferente. Em 27 de setembro de 1994, "Secret" foi lançada como o primeiro single de Bedtime Stories. A capa do single apresentou um novo estilo de Madonna, com cabelo loiro curto e um estilo comparado ao da atriz estadunidense da década de 1930 Jean Harlow. Tirada por Patrick Demarchelier em preto-e-branco, a foto mostra a cantora largada em um sofá com seu vestido para baixo, revelando seu sutiã transparente. Incomum para a década de 1990, Madonna falou sobre a nova faixa de trabalho na Internet deixando uma mensagem em áudio para seus fãs, acompanhada por um trecho da obra.

Olá, todos vocês, Cyberheads! Bem-vindo à versão dos anos 90 da intimidade. Você pode me ouvir ... Você pode até me ver ... Mas você não pode me tocar ... você reconhece minha voz? ... É Madonna. Muitas vezes imitada, mas nunca duplicada. Ou, devo dizer, frequentemente irritada? Se você quiser, pode baixar o arquivo de som do meu novo single "Secret", do meu novo álbum, Bedtime Stories, que será lançado no próximo mês. Acabei de gravar o vídeo em Nova Iorque e estreará uma amostra exclusiva dele online. Então volte em breve. Enquanto isso, por que você não me envia uma mensagem e me diz o que acha da minha nova música. E, a propósito, não acredite em nenhum desses impostores on-line que fingem ser eu ... não é nada como a coisa real. Paz.

## Gravação e composição
|                                                    | "Secret" Uma amostra de 30 segundos da música, que ilustra os versos e refrões iniciais, onde as batidas do tambor começam, acompanhadas pelo violão e pelas seções de cordas, enquanto Madonna canta em suas harmonias mais baixas. |
| Problemas para escutar este arquivo? Veja a ajuda. | |

"Secret" foi escrito e produzido por Madonna e Austin. Foi gravado de abril a junho de 1994 nos Axis Studios em Nova York e DARP Studios em Atlanta. Além do trabalho de produção, Austin também tocava bateria e teclados, enquanto Tommy Martin tocava violões. Fred Jorio e Mark "Spike" Stent trabalharam na programação e engenharia da faixa, enquanto Tony Shimkin era o editor. Jon Gass e Alvin Speights mixado a música e, finalmente, Jessie Leavey, Craig Armstrong e Susie Katiyama fizeram as cordas e as sessões de condução.
"Secret" foi uma partida do estilo de música que Madonna havia lançado anteriormente; até aquele momento em sua carreira, sua música era principalmente faixas de dance pop ou baladas melódicas. Na faixa, ela misturou gêneros pop e R&B contemporâneo. Começa com o som de um violão e wah-wah e apenas o som da voz de Madonna cantando sobre ele, antes de abrir uma seção rítmica e esparsa de ritmo. Uma sequência de acordes descendente segue e em torno da marca de um minuto, a bateria começa com Madonna cantando o refrão "Algo está chegando, mmmmmmmm". É totalmente suportado pelas cordas. Segundo Rikky Rooksby, autor de The Complete Guide to the Music of Madonna, os acordes descendentes são suportados pelas cordas ascendentes — um exemplo de movimento contrário usado na música. Durante a seção do meio, outro solo de guitarra wah-wah é adicionado ao lado das cordas. Perto do fim, as melodias acrescentam uma harmonia superior para a diferenciação com os versos.
Segundo o Musicnotes.com, a música é definida na fórmula de compasso do tempo comum e progride em 96 batidas por minuto. A composição é definida na clave de Mi bemol menor com vocal de Madonna variando de Si♭3 a Sol♭ 4. "Secret" contém uma sequência de base de Si♭7-Mi♭m 7-Ré♭-Dóm 7-Dó♭ durante os versos de abertura, e Si7-em-Ré-Dó durante o coro a sua progressão harmônica. A voz de Madonna permanece no centro da produção da música, enquanto ela canta letras como "a felicidade está na sua própria mão". Liricamente, fala sobre um amante ter um segredo, bem como como Madonna percebeu que a felicidade de alguém está sob seu controle. Em Madonna the Companion: Two Decades of Commentary, os autores Allen Metz e Carol Benson escrevem que o tom que Madonna usa ao cantar essas letras sugere que ela está discutindo "autodeterminismo, não auto-erotismo". Ao longo da música, Madonna também canta a letra "Meu bebê tem um segredo", no entanto, ela nunca revela qual pode ser o segredo.

## Análise da crítica
"Secret" recebeu críticas positivas de críticos de música. Em seu livro Madonna: An Intimate Biography, o autor J. Randy Taraborrelli descreveu a música como "inteligente", acrescentando que, por mais que alguém a ouça, "ela nunca cessa de intrigar". Chris Wade , autor de The Music of Madonna, lembrou que "Secret" havia sido sua música favorita e elogiou a produção da faixa, os vocais e a mixagem de Madonna. Ele declarou isso como "um dos melhores cortes de Madonna em toda sua produção dos anos 90. "Wade descreveu o refrão como" sinistro e cativante; uma estranha estranheza que apenas o mistério do proibido pode conjurar". que "Secret" abriu caminho musicalmente para Madonna; ele acreditava que a faixa era mais assustadora do que o single anterior de Madonna, "Who's That Girl" (1987) e comparável a "Justify My Love" (1990). Rettenmund elogiou a arte da capa, dizendo que "uma dúzia de anos em sua carreira, foi uma de suas poses mais impressionantes feitas por Demarchelier, uma prova da durabilidade de seu apelo de estrela". A autora Lucy O'Brien descreveu a música em seu livro, Madonna: Like a Icon:

Com sua batida robusta, cordas suaves e motivo de guitarra funky, 'Secret' é ao mesmo tempo lânguido e tenso. A música tem um ar de revelação silenciosa e um relaxamento de espírito. Madonna insistiu mais tarde que a música não era apenas sobre amor, mas também sobre auto-capacitação espiritual. [A demo reformulada de Austin] trouxe um novo tom quente e comovente em sua voz, e fez com que seu zumbido ensurdecedor fosse uma característica central da faixa. 
Sal Cinquemani, da Slant Magazine, classificou a música como A e observou que "Secret" foi provavelmente a performance mais nua da carreira de Madonna, com "violões, vocais delicadamente adocicados e as batidas de R&B exclusivas do produtor Dallas Austin [que ouvinte do mundo conturbado e reconfortante de Madonna". Barbara O'Dair, da Rolling Stone, declarou a música "infecciosamente desagradável", acrescentando que a entrega da letra "Felicidade está nas suas próprias mãos / Demorei muito para entender" mostra uma restrição pessimista em seus vocais que prova que a cantora está "atraída pela tristeza". Stephen Thomas Erlewine, do AllMusic, listou como uma das melhores músicas de Bedtime Stories, afirmando que, juntamente com outras faixas do álbum —"Take a Bow", "Inside of Me", "Sanctuary" e "Bedtime Story"—, lentamente "trabalha sua melodia no subconsciente enquanto o baixo pulsa". Paul Verna, da Billboard, descreveu a música como um "pop esmagador", que é uma das músicas mais "sedutoras" do Bedtime Stories. Alex Needham, da NME, chamou a música de "jóia subestimada", acrescentando que a faixa tem um "suporte de blues brilhante". Em sua revisão de 2011 de Bedtime Stories, Brett Callwood, do Detroit Metro Times, chamou a música de "espetacular". Charlotte Robinson, escritora do PopMatters, escreveu que os ritmos suaves de "Secret", acompanhados de violão e cordas delicadas, tornam a música "sedutora". Rooksby concordou que "é uma boa faixa", mas achou que o tempo poderia ter sido reduzido de cinco minutos, o que o tornou um pouco longo. Ele também sentiu que a bateria percorrendo a faixa o tornava "um pouco monótono".

## Videoclipe

### Concepção e desenvolvimento

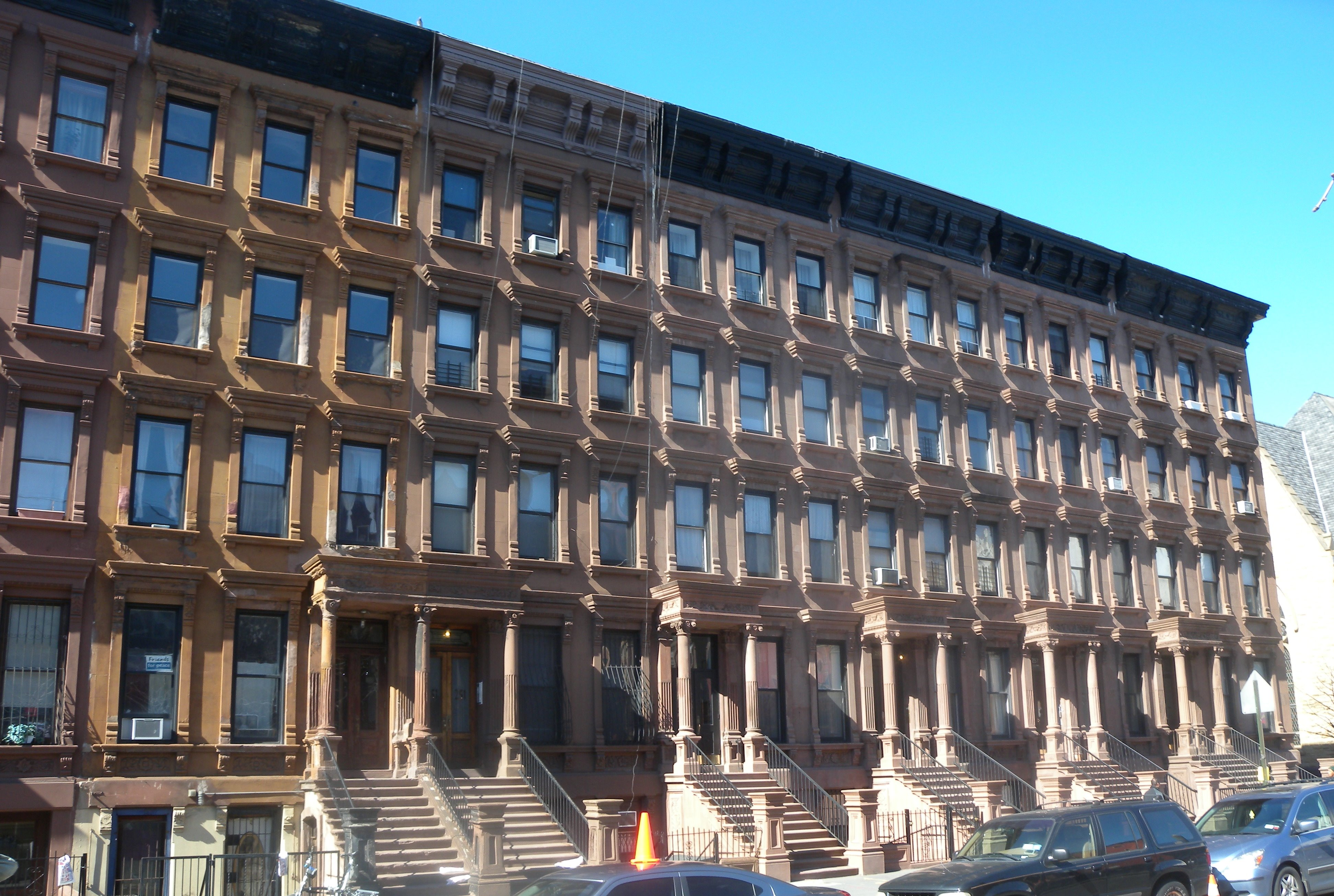
Lenox Avenue, Harlem, Nova Iorque, local da gravação do vídeo.

De acordo com O'Brien, o consenso crítico geral sobre Bedtime Stories era "Madonna em retirada. Ainda sofrendo com as críticas ao livro sobre sexo, ela [evoluiu] para uma imagem mais suave e gentil. No entanto, apesar dos tons pastel de seu novo visual, havia também uma sensação de coragem. Ela combinou isso com um efeito surpreendente com o videoclipe de 'Secret'. " Madonna sabia que muito estava montando seu primeiro visual após a era Erotica e queria criar um efeito com ele. O vídeo foi dirigido por Melodie McDaniel, que já havia sido aclamada como fotógrafa de capas de álbuns e também como diretora de videoclipes de bandas como The Cranberries e Porno for Pyros. No entanto, Madonna estava mais interessada em um dos curtas-metragens anteriores de McDaniel, onde ela retratou o batismo combinado com rituais de vodu. Ela alistou McDaniel e explicou que estava "atraída pela crueza do filme [de McDaniel]". Madonna queria suavizar sua imagem e de acordo com McDaniel:
Ela estava pronta para ir para lá ... Madonna tinha um visual loiro de Jean Harlow na época. Eu queria combinar o velho mix clássico de Hollywood com a ousadia do contemporâneo moderno, mas fazê-lo parecer atemporal. Eu estava tentando pensar em algo diferente, algo real ... Foi incrível ter esse intervalo, mas fiquei assustada . Eu estava pulando de jovens artistas para trabalhar com um ícone ... acho que ela se sentiu atraída pela crueldade do meu trabalho.

Antes de se encontrar com Madonna, McDaniel primeiro ouviu a música e achou inspiradora. Quando questionada pela cantora sobre suas referências ao vídeo, McDaniel apresentou-lhe fotos de seu fotógrafo favorito dos anos 70, Bill Burke, que tirava fotos de pessoas consideradas malucas ou puras. Outra referência foi o livro de fotografia East 100 Street, de Bruce Davidson, que mostrava fotos de pessoas no Harlem espanhol. Madonna deixou o diretor morar em seu apartamento em Nova Iorque para continuar a pesquisa e pediu-lhe que vasculhasse suas coleções de livros, incluindo as de Helmut Newton e Richard Avedon. Madonna também começou a trabalhar com uma estilista da equipe de McDaniel chamada Brigitte Echols, para os figurinos do vídeo. Echols foi a um shopping barato chamado Crenshaw Swap Meet e comprou um colar de ouro de US$ 180 com o nome "Madonna", dentro de uma caixa de jóias. Madonna gostou e, juntos, eles escolheram o figurino, incluindo saias e blusas, roupas vintage de fantasias, sutiã La Perla e dois modelos de Marc Jacobs. Echols descreveu a abordagem de Madonna ao estilo como "colaborativa".

### Filmagem e lançamento

Madonna como cantora de boate no vídeo, mostrando o visual ousado e glamouroso idealizado por McDaniel

O vídeo foi filmado nos dias 9 e 11 de setembro de 1994 no Lenox Lounge e na Lenox Avenue, no Harlem. McDaniel e sua equipe exploraram locais de baixo custo e fácil de falar e fizeram elenco de rua, reunindo personagens incomuns, de travestis a trapaceiros de cartas e adolescentes do Harlem. No entanto, quando se tratava de filmar, havia um problema — a abordagem de McDaniel era iniciar a câmera e deixar o elenco improvisar, mas Madonna queria direção. Ela sentava-se na cadeira e quando McDaniel disse "Ação", ela ainda ia sentar lá dizendo com impaciência, "O que estou fazendo? O que estou fazendo? Olá? "A diretora era dominada pela grande comitiva de Madonna e evitava falar sobre o visual da cantora. Mais tarde, pediu a Madonna que parecesse nervosa como a personagem de Jennifer Jason Leigh no filme dramático Last Exit to Brooklyn de 1990. Madonna tinha seus cabelos e maquiagem foram refeitos e foi o visual final do vídeo.
Echols lembrou que as primeiras cenas filmadas foram as de Madonna andando pela Lenox Avenue. Durante as filmagens, a cantora notou um casaco de couro preto com detalhes em pele, usado por Fátima, a diretora assistente. Madonna pediu o casaco de Fátima e acabou usando-o no vídeo. Echols também observou que Madonna tinha um relacionamento próximo com o diretor de fotografia, e sabia de que ângulo suas fotos seriam as melhores e quais luzes seriam usadas. Depois que os mal-entendidos sobre a aparência e a direção do enredo foram esclarecidos, as filmagens foram retomadas e terminadas em três dias. As cenas finais foram com o modelo Richard Elms em uma casa do Harlem, com Madonna subindo degraus e alcançando ele e seu suposto filho.
O vídeo estreou em 4 de outubro de 1994, naMTV. Começa com a exibição do bairro do Harlem, com Madonna como cantora em um pequeno clube de jazz. Ela simplesmente senta no clube com sua banda e canta para sua pequena plateia, principalmente formado por negros e latinos. Intercaladas ao longo do vídeo, cenas de pessoas que vivem no Harlem, realizando suas tarefas diárias, incluindo um elenco de prostitutas travestis, um cafetão e um membro de uma gangue negra que mostra as cicatrizes em seu corpo. Durante os versos intermediários, Madonna é mostrada se contorcendo no colo de uma mulher mais velha e materna, que simbolicamente a batiza espirrando água na testa. Perto do final do vídeo, Madonna caminha pelo bairro e sobe um conjunto de escadas para se reunir com sua família, um jovem latino e seu suposto filho. O vídeo termina com Madonna sorrindo para a câmera enquanto está sentado na boate.

### Recepção e consequências
O videoclipe "Secret" foi um sucesso da MTV, sendo reproduzido várias vezes pelo canal. Também gerou discussões acadêmicas sobre o suposto "segredo" da música. De acordo com o livro Madonna's Drowned Worlds, o autor Santiago Fouz-Hernández argumenta que o filho mais novo que é revelado no final do vídeo é, na verdade, o segredo do amante de Madonna. Ao longo do vídeo, cenas de Madonna são intercaladas com cenas de drag queens iniciando, e iconografia religiosa como renascimento e condenação. Em seu livro From Hegel to Madonna, o autor Robert Miklitsch afirma que o videoclipe de "Secret" é um desvio dos vários temas — repressão e perda, explorado tão vividamente em Bedtime Stories. Miklitsch continua dizendo que, embora o vídeo mostre imagens do renascimento da limpeza, o fato de Madonna ter anunciado que estava grávida em 1996 mostra que, em retrospecto, "Secret" pode ter sido menos sobre a limpeza do renascimento, e sim mais sobre a maternidade como nascimento.
Rettenmund tinha uma interpretação diferente do vídeo, chamando-o de "uma história sutilmente orquestrada do vício da cantora em — e libertação quase espiritual da — heroína". Ele encontrou contraste na personagem loira e branca interpretada por Madonna — com hiper-glamour, rímel pesado, nariz e umbigo perfurados, uma blusa pegajosa e sapatos de salto altos vintage — no bairro do Harlem, onde Madonna é retratada como uma "cantora de clube de jazz". No final do vídeo, Madonna sobe as escadas do quarto de seu amante, Rettenmund encontrou referências aos videoclipes dos singles "Like a Virgin" (1984) e "Papa Don't Preach" (1986), ambos com a cantora subindo as escadas, mas nunca chegando ao destino, ao contrário de "Secret". Rettenmund também observou que "Secret" poderia servir como um acompanhamento do videoclipe de "Borderline"com os eventos acontecendo dez anos e Madonna cresceu, e concluiu que, em vez da entrevista da cantora com a revista The Face, em 1994, onde ela expressou seu desejo de ter uma família, o vídeo enfatizou o interesse de Madonna por um parceiro e um filho. Pode ser encontrado nas compilações de Madonna, The Video Collection 93:99 (1999) e Celebration: The Video Collection (2009).

## Apresentações ao vivo

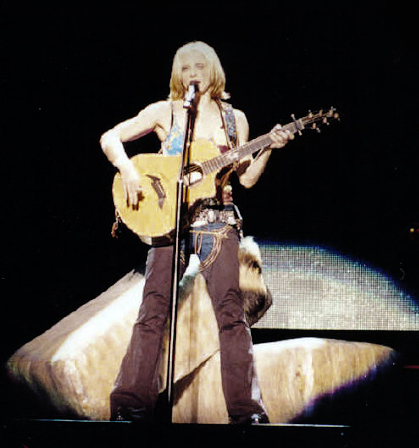
Madonna tocando o primeiro single do álbum, "Secret", em sua Drowned World Tour de 2001.

Em 18 de fevereiro de 1995, Madonna chegou à Europa para promover Bedtime Stories; naquele mesmo dia, ela apareceu no programa de TV alemão Wetten, dass..?, onde ela foi entrevistada e apresentou "Secret" e "Take a Bow". "Secret" foi apresentado na Drowned World Tour de Madonna, em 2001, durante a temática country do show. A apresentação foi acompanhada por uma montagem em vídeo do batismo à beira do rio, cerimônias de dervixes rodopiantes e orações budistas; as filmagens foram tiradas do filme de McDaniel, que inspirou Madonna para a performance, além de alistá-la. Alexis Petridis, do The Guardian chamou a performance de "uma linda leitura acústica". Ao escrever para o The Victoria Advocate, Steve Dollar elogiou a performance, dizendo que a música "cresceu em profundidade" ao longo do tempo. Durante a apresentação de "Secret" em Nova Iorque, ela dedicou a música a seus habitantes. A apresentação da música em 26 de agosto de 2001, no The Palace of Auburn Hills, foi gravada e lançada no álbum de vídeo ao vivo, Drowned World Tour 2001.
Em novembro de 2008, "Secret" tocou uma capela na parada de Houston de sua Sticky & Sweet Tour, como pedido dos fãs. Após a apresentação, Madonna disse: "Tudo bem, Texas! Isso foi muito bom. Eu tinha esquecido essa música". Durante a parada em Vancouver em sua Rebel Heart Tour em 2015, Madonna novamente apresentou uma versão acústica da música, dedicando-a a um "convidado especial" na platéia, que foi assumido pela mídia como seu ex-marido Sean Penn, que estava na platéia. A cantora admitiu que não havia ensaiado a performance e, de acordo com o Vancouver Sun, "ela apareceu como caridosa, sem prática (se bem-intencionada)".

## Lista de faixas e formatos
| - Single de 2 faixas nos EUA 1. "Secret" (Versão do Álbum) – 5:05 2. "Secret" (Instrumental) – 5:05 - CD maxi-single dos EUA 1. "Secret" (Edição) – 4:28 2. "Secret" (Junior's Luscious Single Mix) – 4:16 3. "Secret" (Junior's Luscious Club Mix) – 6:17 4. "Secret" (Junior's Sound Factory Mix) – 10:17 5. "Secret" (Some Bizarre Mix) – 9:48 6. "Secret" (Allstar Mix) – 5:10 - Disco de imagens de 7" do Reino Unido 1. "Secret" (Edição de Rádio) – 4:30 2. "Let Down Your Guard" (Rough Mix Edit) – 4:33 - CD single "The Remixes" britânico / europeu 1. "Secret" (Junior's Luscious Single Mix) – 4:16 2. "Secret" (Junior's Extended Luscious Club Mix) – 7:57 3. "Secret" (Junior's Luscious Dub) – 6:21 4. "Secret" (Junior's Sound Factory Mix) – 10:18 5. "Secret" (Junior's Sound Factory Dub) – 7:58 | - CD single britânico / europeu 1. "Secret" (Edit) – 4:30 2. "Let Down Your Guard" (Rough Mix Edit) – 4:33 3. "Secret" (Instrumental) – 5:03 4. "Secret" (Versão em LP) – 5:04 - Single de 2" britânico 1. "Secret" (Versão em LP) – 5:04 2. "Let Down Your Guard" (Rough Mix Edit) – 4:33 3. "Secret" (Instrumental) – 5:03 4. "Secret" (Edição) – 4:30 - CD "The Remixes" Japonês 1. "Secret" (Junior's Luscious Single Mix) – 4:16 2. "Secret" (Junior's Extended Luscious Club Mix) – 7:57 3. "Secret" (Junior's Luscious Dub) – 6:21 4. "Secret" (Junior's Sound Factory Mix) – 10:18 5. "Secret" (Junior's Sound Factory Dub) – 7:58 6. "Secret" (Some Bizarre Mix) – 9:48 7. "Secret" (Allstar Mix) – 5:10 8. "Secret" (Radio Edit) – 4:30 |

## Créditos e equipe
- Madonna – vocal, compositor, produtor
- Dallas Austin –  compositor, produtor, bateria, teclado
- Fred Jorio – programação, engenheiro
- Mark "Spike" Stent – engenheiro
- Tony Shimkin – editor
- Jon Gass – moxagem
- Alvin Speights – mixagem
- Tommy Martin – violão
- Jessie Leavey – cordas, maestro
- Craig Armstrong – maestro
- Suzie Katayama – maestro
- Fabien Baron – diretor de arte
- Patrick Demarchelier – arte da capa

Adaptado do encarte do álbum Bedtime Stories.

## Desempenho comercial
Nos Estados Unidos, estreou no número 30 na edição da Billboard Hot 100 de 8 de outubro de 1994. Foi a terceira maior estreia da carreira musical de Madonna na época, depois de "Erotica" (1992) no número 13 e "Rescue Me" no número 15 (1991). Segundo a jornalista Liz Smith , "Secret" se tornou a música mais requisitada nas rádios dos EUA depois de ter sido enviada para tocar no ar, sendo tocada em 152 estações de rádio e ganhando cerca de 1,900 rotações. Após o lançamento dos formatos comerciais de CD na semana seguinte, a música estreou na tabela de vendas de singles no número 31, com 18,000 unidades vendidas. Três semanas depois, chegou ao número três, permanecendo por um total de 22 semanas; 11 deles foram gastos entre os dez primeiros. Ele também alcançou o número três nastabelas estadunidenses Hot 100 Airplay e Mainstream Top 40 e em número dois na tabela Adult Contemporary. Na tabela Hot Dance Club Songs, chegou ao número um por duas semanas, auxiliado pelos remixes de Vasquez. No ranking do Hot 100 no final do ano de 1994, "Secret" foi colocado no número 84 e, em 1995, foi classificado no número 71. "Secret" foi certificado em ouro pelo Recording Industry Association of America (RIAA), em 5 de janeiro de 1995, pela venda de 500,000 cópias do single. No Canadá, a música estreou no número 91 na tabela de singles da RPM na semana de 3 de outubro de 1994, chegando ao número um por três semanas consecutivas a partir de 14 de novembro de 1994. Na tabela de final do ano de 1994 da RPM, a música terminou no número 23.
Em solo britânico, "Secret" estreou e alcançou o número cinco na UK Singles Chart, permanecendo na tabela por um total de dez semanas. Segundo a Official Charts Company, a música vendeu um total de 117,957 cópias nessa região até 2008. "Secret" se tornou seu 35o single consecutivo entre os dez primeiros desde "Like a Virgin" (1984), que permanece um recorde inigualável na história das tabelas britânicas. Na França, "Secret" alcançou o número dois por duas semanas, permanecendo na tabela por um total de 30 semanas. Posicionando-se no número 26 na tabela de final de ano e acabou por receber o certificado de prata do Syndicat National de l'Édition Phonographique (SNEP), por de 125,000 mil réplicas do single comercializadas; a música vendeu um total de 255,000 cópias na França. "Secret" alcançou o número um na Finlândia e também na Suíça, liderando no primeiro por um total de 19 semanas. A música também ficou entre as 10 primeiros nas tabelas da Itália e Dinamarca, chegando ao número três, número quatro e número seis, respectivamente. Na Europa, "Secret" estreou no número 14 no European Hot 100 Singles e atingiu o número quatro em sua nona semana na tabela.
"Secret" entrou no ARIA Singles Chart no auge do número cinco na semana de 23 de outubro de 1994, chegando a um total de catorze semanas. Mais tarde, alcançou a posição número 46 na tabela australiana de final de ano. A Australian Recording Industry Association (ARIA) certificou o ouro para o envio de 35.000 cópias. Na Nova Zelândia, a música entrou no número 31 na semana de 6 de novembro de 1994, chegando ao número cinco, permanecendo no gráfico por um total de oito semanas.

### Tabelas semanais
| Tabela musical (1994)                 | Melhor posição |
| ------------------------------------- | -------------- |
| Alemanha (GfK Entertainment Charts)   | 29             |
| Austrália (ARIA Charts)               | 5              |
| Áustria (Ö3 Austria Top 40)           | 11             |
| Bélgica (Ultratop 50 de Flandres)     | 15             |
| Canadá (RPM Single Chart)             | 1              |
| Dinamarca (Hitlisten)                 | 6              |
| Escócia (OCC)                         | 7              |
| Estados Unidos (Adult Contemporary)   | 2              |
| Estados Unidos (Billboard Hot 100)    | 3              |
| Estados Unidos (Hot Dance Club Songs) | 1              |
| Estados Unidos (Mainstream Top 40)    | 3              |
| Estados Unidos (Rhythmic Songs)       | 9              |
| Europa (European Hot 100 Singles)     | 4              |
| França (SNEP)                         | 2              |
| Irlanda (IRMA)                        | 16             |
| Islândia (Íslenski Listinn Topp 40)   | 7              |
| Itália (Music & Media)                | 3              |
| Nova Zelândia (Recorded Music NZ)     | 5              |
| Países Baixos (Dutch Top 40)          | 15             |
| Países Baixos (Single Top 100)        | 20             |
| Reino Unido (UK Singles Chart)        | 5              |
| Suécia (Sverigetopplistan)            | 12             |
| Suíça (Schweizer Hitparade)           | 1              |

| Tabela musical (1994)              | Posição |
| ---------------------------------- | ------- |
| Austrália (ARIA)                   | 46      |
| Canadá (RPM)                       | 23      |
| Estados Unidos (Billboard Hot 100) | 84      |
| Europa (European Hot 100 Singles)  | 47      |
| França (SNEP)                      | 26      |
| Suécia (Sverigetopplistan)         | 74      |

| Tabela musical (1995)              | Posição |
| ---------------------------------- | ------- |
| Europa (European Hot 100 Singles)  | 87      |
| Estados Unidos (Billboard Hot 100) | 71      |
| França (SNEP)                      | 56      |

| Região                                                                                 | Certificação | Vendas   |
| -------------------------------------------------------------------------------------- | ------------ | -------- |
| Austrália (ARIA)                                                                       | Ouro         | 35,000^  |
| Estados Unidos (RIAA)                                                                  | Ouro         | 500,000^ |
| França (SNEP)                                                                          | Prata        | 125,000* |
| *vendas baseadas apenas na certificação ^distribuições baseadas apenas na certificação |              |          |